# Monasterio de San Benito (João Pessoa)
El Monasterio de San Benito , ubicado en el Centro Histórico de João Pessoa, es un conjunto en estilo barroco, construido por los monjes Beneditinos, formado por el monasterio y la iglesia, considerado uno de los más importantes de Brasil La construcción del monasterio data del siglo XVII, y de la iglesia, del siglo XVIII, siendo esta tumbada por el Instituto del Patrimonio Histórico y Artístico Nacional (Iphan). el 10 de enero de 1957. En 1995, el conjunto fue restaurado y, actualmente, su interior, se realizan conciertos de música y misas cantadas.
El Conjunto, formado por la iglesia y el monasterio, fue construido bajo la invocación de Nuestra Señora del Monte Serrat. La obra comenzó cuando la llegada de los benedictinos en João Pessoa, en la época en que el Estado era la Capitanía Real de Paraíba, alrededor de 1590. Después de la edificación, pasó a ser uno de los primeros y principales lugares para cultos religiosos establecidos en João Pessoa . Y, según el Iphan, este conjunto se encuentra entre los monumentos más importantes del Brasil, en su estilo y de su época.

## Historia

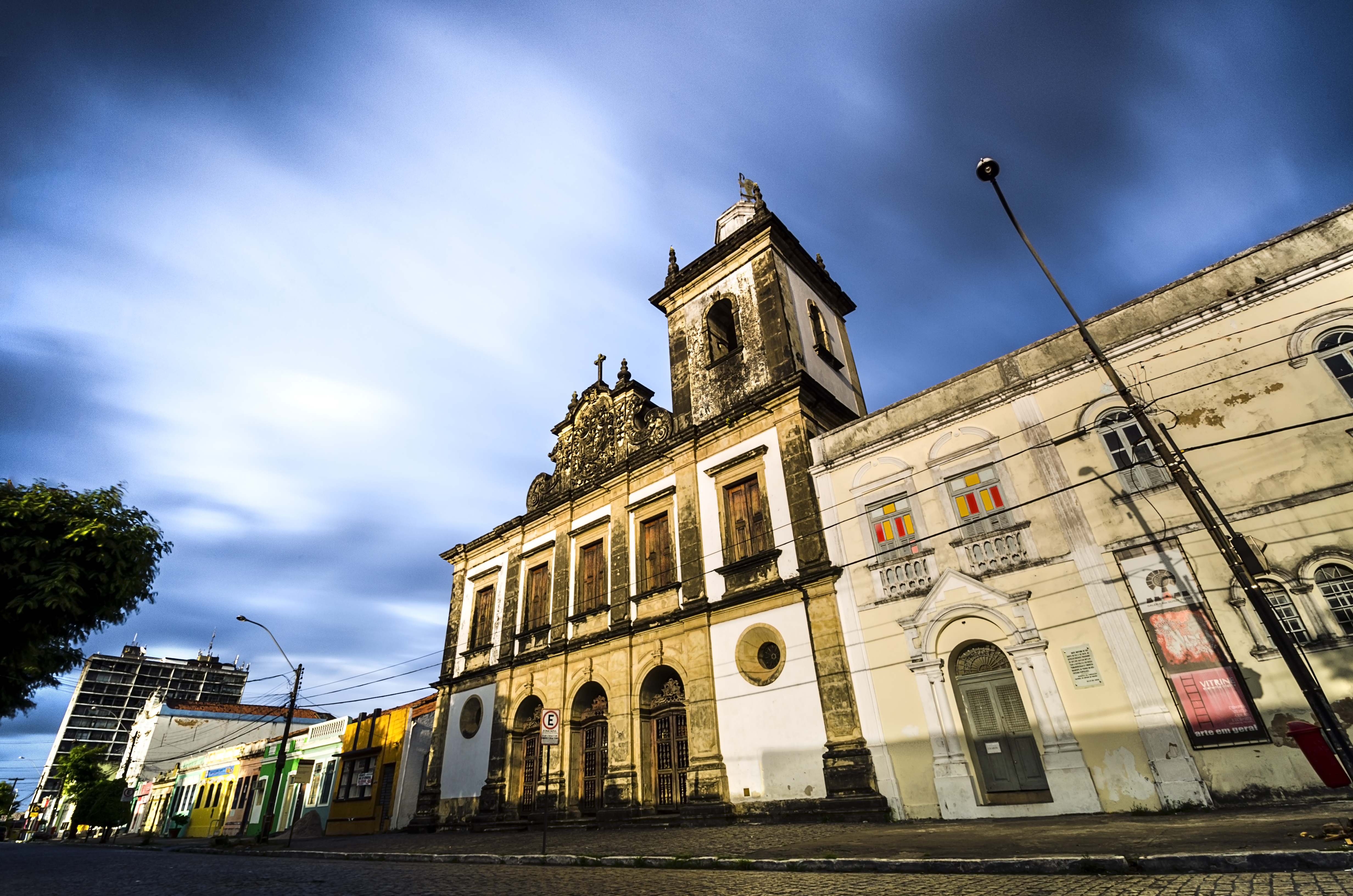
fachada del monasterio de san bento, en João Pessoa

Su construcción fue iniciada por el Frei Cipriano de la Concepción hace casi tres siglos, necesitando dieciocho años para completar la capilla mayor, del ladrillo, del retablo y del trono, y las obras prosiguieron hasta 1749, año de celebración de la primera misa en ubicación. Las reformas de 1811, realizadas por fray Juan de Santa Rita, ampliaron el pavimento de la capilla mayor y realizaron otras reparaciones.

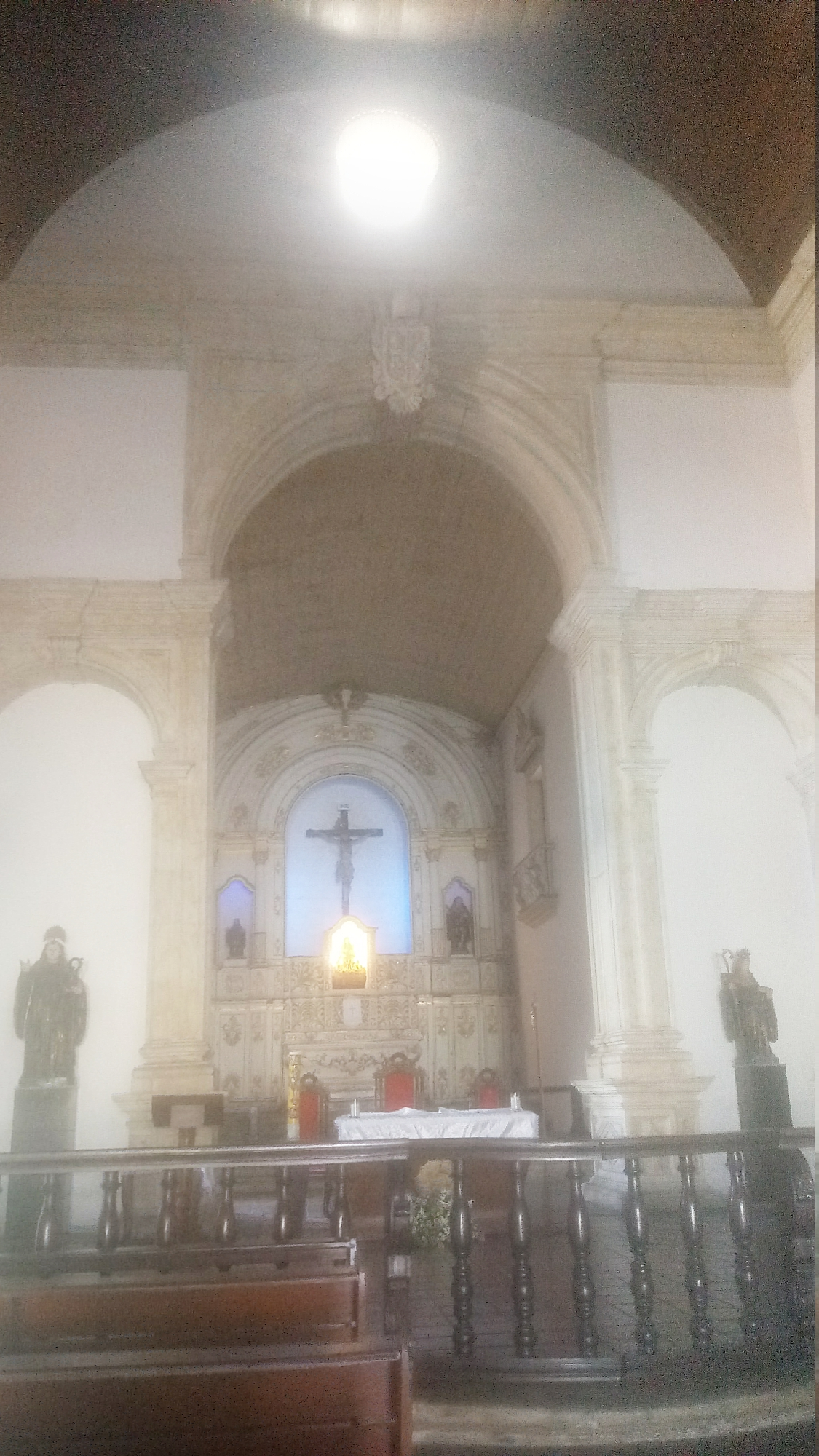
interior de la Iglesia de Nuestra Señora del Monte Serrat en el Monasterio de San Benito.

Listado desde el 10 de enero de 1957 por el Instituto de la herencia por Artístico Nacional (IPHAN) su arquitectura sobria en contraste con el estilo arquitectónico de otras iglesias de la orden benedictina impresionado por la armonía y la belleza de sus líneas, siguiendo los cánones de edificios portuguesas en el tiempo de Brasil Colonia. En la época del tumbado se encontraba muy alterada internamente, conservando de original el aspecto externo con una de sus dos torres inacabadas.
En su fachada se destaca el frontispicio, ricamente trabajado en piedra caliza, ostentando el escudo de armas de la Orden de San Benito. Su torre es coronada por una cúpula en cantería, sobre la cual se encuentra un indicador de los vientos, constituido por una lámina de cobre con perfil de un león que gira en torno a un bastón, marco tradicional de las iglesias benedictinas.
Actualmente, la Iglesia de San Benito sigue encantando fies y turistas a través de la realización de conciertos de música erudita y misas cantadas.